# Giuseppe Frigo
Giuseppe Frigo (Brescia, 30 marzo 1935 – Brescia, 7 dicembre 2019) è stato un avvocato e giurista italiano, giudice costituzionale dal 2008 al 2016.

## Biografia
Nato a Brescia, frequenta il liceo classico in quella città. Docente di diritto processuale penale comparato ed europeo presso la Facoltà di Giurisprudenza dell'Università degli Studi di Brescia, Giuseppe Frigo si laureò con lode in giurisprudenza nel 1957 all'Università di Pavia, quale alunno dell'Almo Collegio Borromeo.
Era sostenitore della cosiddetta "separazione delle carriere" dei magistrati. Collaborò attivamente alla riforma del Codice di Procedura Penale del 1988 e fu Presidente dell'Unione delle Camere Penali Italiane dal 1998 al 2002.
Il 21 ottobre 2008 fu eletto al 22º scrutinio dal Parlamento in seduta comune, con 689 voti a favore (a fronte di una maggioranza richiesta di 572 pari a 3/5 dei componenti su 952), giudice della Corte Costituzionale, su proposta del Popolo della Libertà con il consenso anche di Partito Democratico e Unione di Centro. Il suo nome, considerato figura "tecnica" e di convergenza, era stato proposto dall'Avvocato del Premier Berlusconi Niccolò Ghedini dopo che la nomina del candidato di bandiera del PdL Gaetano Pecorella, anche lui ex presidente dell'Unione delle Camere Penali, era stata negata per mesi dal parlamento in seduta comune, presumibilmente per la forte avversione del Partito Democratico e dell'Italia dei Valori. 
Prestò giuramento dinanzi al Presidente della Repubblica Giorgio Napolitano il 23 ottobre 2008, sostituendo il dimissionario Romano Vaccarella.
Per motivi di salute si dimise dalla carica il 7 novembre 2016. È morto nel dicembre del 2019: era sposato e aveva due figlie. I funerali si tennero il 10 dicembre 2019 nella Chiesa del Buon Pastore di Brescia.